# ضفادع داروينية
ضفادع داروينية (الاسم العلمي: Rhinodermatidae)، هي فصيلة من البرمائيات تتبع رتبة الضفادع. وهي فصيلة صغيرة من الضفادع المتواجدة في الساحل الجنوب الغربي لأمريكا الجنوبية، وهي فصيلة تحتوي على جنس واحد فقط، ونوعان. وهي فصيلة مُهددة بالانقراض. وهي حيوانات ولودة حيث يُوضع البيض على الأرض ويُنقل إلى الكيس الصوتي لذكر الضفدع ويستمر بالنمو فيه. ويقومون بالانجاب ما بين 5 إلى 15 ضفدعاً.
ضفادع داروين فصيلة صغيرة الحجم، إذا يبلغ طولها فقط 3 سم. وهم في الغالب ضفادع خضراء أو بنيّة، وتسكن هذه الضفادع الغابات والمناطق الفسيحة والمناطق القريبة من الأنهار والجداول المتدفقة البطيئة.

## الأنواع
- جنس (الاسم العلمي: Rhinoderma)
  - ضفدع داروين (Rhinoderma darwinii)
  - ضفدع داروين التشيلي (Rhinoderma rufum)